# Ленгмюр, Александр
Александр Дункан Ленгмюр (12 сентября 1910 — 22 ноября 1993) — американский эпидемиолог, известен как создатель Службы эпидемической разведки.

## Биография
Александр Д. Ленгмюр родился в Санта-Монике, Калифорния, 12 сентября 1910 года. Первое образование (степень бакалавра) Александр получил в Гарварде, закончив его в 1931 году, затем были получены степень доктора медицины в 1935 году в Медицинском колледже Корнеллского университета; степень магистра права (M.P.H.) в Школе медицины Джонса Хопкинса (Школе гигиены и общественного здравоохранения Джонса Хопкинса) в 1940 г..
Ленгмюр работал в качестве сотрудника общественного здравоохранения в Нью-Йорке и эпидемиолога в армии США с 1942 по 1946 год, но позже вернулся в Школу медицины Джонса Хопкинса, чтобы стать адъюнкт-профессором эпидемиологии. В 1949 году он стал директором эпидемиологического отделения Национального центра инфекционных заболеваний в Атланте и занимал эту должность более 20 лет. В его трудах описаны все этапы эпидемиологии в глобальном масштабе; он был признан во всем мире как ведущий участник эпидемиологии. Ленгмюр был приглашенным профессором Школы гигиены и общественного здравоохранения Джонса Хопкинса с 1988 года до своей смерти в 1993 году.